# Tutnar
Tutnar - staropolski urząd miejski istniejący wyłącznie w Krakowie. W XVI wieku był to niższy urzędnik miejski odpowiedzialny za zarządzanie targami i całym obrotem handlowym. Sprawował nadzór nad porządkiem na targowiskach miejskich i pilnował, aby sprzedawcy przestrzegali ustalonych cen urzędowych. Do jego obowiązków należało również zaopatrywanie miasta w żywność w trudniejszych okresach.
Według Wielkiego Słownika W. Doroszewskiego PWN wyraz "tutnar" oznaczał w staropolszczyźnie również miejskiego budowniczego.